# Friedrich Majer
Friedrich Majer (Schleiz, 28 aprile 1772 – Gera, 15 maggio 1818) è stato uno storico e orientalista tedesco, esperto di folklore.

## Biografia
Majer nacque da un predicatore, poi pastore a Tanna. Dal 1781 studiò a Jena, quindi visse a Weimar e dal 1804/1805 divenne tutore principesco del futuro principe di Enrico LXII di Reuss-Gera, guidandolo alle Università di Würzburg e Bamberga. 
A causa degli eventi bellici, il Grand Tour del principe, che Majer avrebbe dovuto accompagnare, non ebbe luogo. Visse quindi a Jena e insegnò come docente privato a Weimar. Dal 1804 fu consigliere principesco russo-schleiziano e infine consigliere di legazione. Dal 1802 fu membro corrispondente dell'Accademia bavarese delle scienze.
Le ricerche di Majer si concentrarono sul folklore, in particolare sugli studi religiosi. Fu allievo di Johann Gottfried Herder e nel 1813 introdusse Arthur Schopenhauer all'antico pensiero indù.

## Veröffentlichungen
- Geschichte der Ordalien, insbesondere der gerichtlichen Zweikämpfe in Deutschland. Ein Bruchstück aus der Geschichte und den Alterthümern der deutschen Gerichtsverfassung. Akademische Buchhandlung, Jena 1795 (Unveränderter fotomechanischer Nachdruck. Zentralantiquariat der Deutschen Demokratischen Republik, Leipzig 1970).
- Briefe über das Ideal der Geschichte. Bohn, Lübeck 1796, copia digitalizzata.
- Zur Kulturgeschichte der Völker. Historische Untersuchungen. 2 Bände. Hartknoch, Leipzig 1798.
- Allgemeine Geschichte des Faustrechts in Deutschland. Band 1, Abtheilung 1–2 (l'altro non fu pubblicato[1]). Frölich, Berlin 1799.
- Bertrand Du Guesclin. Romantische Biographie. 2 Bände. Wilmanns, Bremen 1801–1802.
- Allgemeines Mythologisches Lexicon. Abtheilung 1, Band 1–2 (l'altro non fu pubblicato[2]). Landes-Industrie-Comptoir, Weimar 1803–1804.
- Chronik des Fürstlichen Hauses der Reussen von Plauen. auf Kosten des Verfassers, Weimar 1811.
- Mythologisches Taschenbuch, oder Darstellung und Schilderung der Mythen, religiösen Ideen und Gebräuche aller Völker. Nach den besten Quellen für jede Classe von Lesern entworfen.  2 Jahrgänge. Verlag des Landes-Industrie-Comptoirs, Weimar 1811, 1813, Template:ZDB.
- Anonym: Vorschläge zur Güte bei der Wiederherstellung Deutschlands. Germanien (i. e.: Verlag des Landes-Industrie-Comptoirs, Weimar) 1814, copia digitalizzata.
- Brahma oder die Religion der Inder als Brahmaismus. C. H. Reclam, Leipzig 1818, copia digitalizzata.
- Mythologische Dichtungen und Lieder der Skandinavier. Aus dem Isländischen der jüngern und ältern Edda übersetzt und mit einigen Anmerkungen begleitet. Cnobloch, Leipzig 1818.